# Gertrude Claire
Gertrude Claire, soprannominata Miss Claire (Chicago, 16 luglio 1852 – Los Angeles, 28 aprile 1928), è stata un'attrice statunitense.

## Biografia
Nata a Chicago, intraprese la carriera teatrale a sedici anni. A New York, lavorò in teatro in ruoli minori passando poi a quelli di protagonista, recitando accanto ad attori famosi come John Drew Jr., Edwin Booth e Richard Mansfield. Girò il suo primo film, The Two Brothers, nel 1910 a quasi sessant'anni per la Biograph Company di Griffith. Da New York, si trasferì a Hollywood. Nella sua carriera di attrice cinematografica, avrebbe girato centotrenta film. Tra le sue interpretazioni, anche quella della madre di William S. Hart nel 1916 in The Aryan.
Gertrude Claire morì a Los Angeles nel 1928 all'età di 75 anni. Venne sepolta all'Hollywood Forever Cemetery.

## Filmografia
- The Two Brothers, regia di D.W. Griffith - cortometraggio (1910)
- The Way of the World, regia di D.W. Griffith - cortometraggio (1910)
- Ramona, regia di D.W. Griffith - cortometraggio (1910)
- Let Us Smooth the Way, regia di Tom Ricketts - cortometraggio (1911)
- A True Westerner, regia di Milton J. Fahrney - cortometraggio (1911)
- Maud Muller, regia di Tom Ricketts - cortometraggio (1912)
- The Boomerang, regia di Thomas H. Ince - cortometraggio (1913)
- The Battle of Gettysburg, regia di Charles Giblyn e Thomas H. Ince (1913)
- A New England Idyl, regia di Walter Edwards (1914)
- Mario, regia di Raymond B. West - cortometraggio (1914)
- A Barrier Royal, regia di Raymond B. West (1914)
- The Adventures of Shorty, regia di Francis Ford, Scott Sidney (1914)
- The Bells of Austi, regia di Raymond B. West (1914)
- The Trap, regia di Charles Giblyn - cortometraggio (1914)
- The Silent Messenger, regia di Charles Giblyn - cortometraggio (1914)
- The Substitute, regia di Raymond B. West (1914)
- The Wharf Rats, regia di Scott Sidney (1914)
- The Latent Spark, regia di Raymond B. West (1914)
- A Frontier Mother, regia di Jay Hunt (1914)
- His Hour of Manhood, regia di Tom Chatterton (1914)
- The City, regia di Raymond B. West - cortometraggio (1914)
- When America Was Young, regia di Jay Hunt (1914)
- The Silver Bell, regia di Raymond B. West (1914)
- The Right to Die, regia di Raymond B. West (1914)
- The Whiskey Runners, regia di Walter Edwards (1914)
- Jimmy, regia di Scott Sidney (1914)
- The Desperado, regia di Gilbert P. Hamilton - cortometraggio (1914)
- In Old Italy, regia di Walter Edwards (1914)
- In the Clutches of the Gangsters, regia di Richard Stanton (1914)
- The Master of the House, regia di Richard Stanton - cortometraggio (1914)
- The City of Darkness, regia di Reginald Barker (1914)
- A Political Feud, regia di Richard Stanton (1914)
- Mother Hulda, regia di Raymond B. West - cortometraggio (1915)
- Through the Murk, regia di Charles Swickard - cortometraggio (1915)
- The Sheriff's Streak of Yellow, regia di William S. Hart (1915)
- The Wells of Paradise, regia di Tom Chatterton (1915)
- In the Switch Tower, regia di Walter Edwards (1915)
- Tricked, regia di Tom Chatterton (1915)
- His Brother's Keeper - cortometraggio (1915)
- The Fakir, regia di Walter Edwards (1915)
- The Valley of Hate, regia di Tom Chatterton (1915)
- The Tavern Keeper's Son, regia di Jay Hunt (1915)
- The Reward, regia di Reginald Barker - mediometraggio (1915)
- Hearts and Swords, regia di Jay Hunt - cortometraggio (1915)
- The Ruse, regia di William H. Clifford e William S. Hart - cortometraggio (1915)
- The Tide of Fortune, regia di Jay Hunt (1915)
- The Play of the Season, regia di Tom Chatterton (1915)
- The Heart of Jabez Flint, regia di Jay Hunt (1915)
- The Living Wage, regia di Richard Stanton (1915)
- The Coward - cortometraggio (1915)
- Peggy, regia di Charles Giblyn e Thomas H. Ince (1916)
- The Aryan, regia di Reginald Barker, William S. Hart e Clifford Smith (1916)
- The Market of Vain Desire, regia di Reginald Barker (1916)
- The Apostle of Vengeance, regia di William S. Hart, Clifford Smith (1916)
- The Payment, regia di Raymond B. West (1916)
- Honor Thy Name, regia di Charles Giblyn (1916)
- Lieutenant Danny, U.S.A., regia di Walter Edwards (1916)
- The Wolf Woman, regia di Raymond B. West (1916)
- The Jungle Child, regia di Walter Edwards (1916)
- The Criminal, regia di Reginald Barker (1916)
- The Female of the Species, regia di Raymond B. West (1916)
- The Crab, regia di Walter Edwards (1917)
- Back of the Man, regia di Reginald Barker (1917)
- Happiness, regia di Reginald Barker (1917)
- Madcap Madge, regia di Raymond B. West (1917)
- The Mother Instinct, regia di Lambert Hillyer e Roy William Neill (1917)
- Golden Rule Kate, regia di Reginald Barker (1917)
- Wooden Shoes
- The Silent Man, regia di William S. Hart (1917)
- His Mother's Boy, regia di Victor Schertzinger (1917)
- 'Blue Blazes' Rawden, regia di William S. Hart (1918)
- The Keys of the Righteous, regia di Jerome Storm (1918)
- A Nine O'Clock Town, regia di Victor Schertzinger (1918)
- When Do We Eat?, regia di Fred Niblo (1918)
- Hard Boiled, regia di Victor Schertzinger (1919)
- Romance and Arabella, regia di Walter Edwards (1919)
- Blind Man's Eyes, regia di John Ince (1919)
- Little Comrade, regia di Chester Withey (1919)
- The Crimson Gardenia, regia di Reginald Barker (1919)
- The Petal on the Current, regia di Tod Browning (1919)
- Widow by Proxy, regia di Walter Edwards (1919)
- Stepping Out, regia di Fred Niblo (1919)
- Brothers Divided, regia di Frank Keenan (1919)
- Jinx, regia di Victor Schertzinger (1919)
- Into the Light, regia di Robert North Bradbury (1920)
- Dollar for Dollar, regia di Frank Keenan (1920)
- Paris Green, regia di Jerome Storm (1920)
- The Cradle of Courage, regia di William S. Hart, Lambert Hillyer (1920)
- Madame Peacock, regia di Ray C. Smallwood (1920)
- The Money Changers, regia di Jack Conway (1920)
- The Forbidden Thing, regia di Allan Dwan (1920)
- Her Beloved Villain, regia di Sam Wood (1920)
- Society Secrets, regia di Leo McCarey (1921)
- Greater Than Love, regia di Fred Niblo (1921)
- The Fox, regia di Robert Thornby (1921)
- The Invisible Power, regia di Frank Lloyd (1921)
- The Sin of Martha Queed, regia di Allan Dwan (1921)
- Contro corrente (Hail the Woman), regia di John Griffith Wray (1921)
- The Adventures of Robinson Crusoe, regia di Robert F. Hill (1922)
- Forget Me Not
- Human Hearts, regia di King Baggot (1922)
- The Crusader, regia di Howard M. Mitchell (1922)
- Oliviero Twist (Oliver Twist), regia di Frank Lloyd (1922)
- The Super Sex, regia di Lambert Hillyer (1922)
- Ridin' Wild, regia di Nat Ross (1922)
- Environment, regia di Irving Cummings (1922)
- Double Dealing
- Itching Palms, regia di James W. Horne (1923)
- The Heart Bandit, regia di Oscar Apfel (1924)
- Daughters of Today, regia di Rollin S. Sturgeon (1924)
- Ladies to Board, regia di John G. Blystone (1924)
- Il vino della giovinezza (Wine of Youth), regia di King Vidor (1924)
- Tumbleweeds, regia di King Baggot (1925)
- Mille disgrazie e una fortuna (His Majesty, Bunker Bean), regia di Harry Beaumont (1925)
- Quello che donna vuole...